# Rally Comunidad de Madrid de 2020
El Rally Comunidad de Madrid de 2020 fue la undécima edición y la sexta y última ronda de la temporada 2020 del Campeonato de España de Rally. Se celebró el 12 de diciembre y contó con un itinerario de cuatro tramos, todos en el circuito del Jarama que sumaban un total de 76,88 km cronometrados. Fue también puntuable para la Copa Suzuki y la Clio Trophy Spain. A pesar de estar incluido en el calendario del campeonato de España, los participantes no sumaron puntos, si bien, para aparecer en la clasificación final del certamen debían obligatoriamente tomar la salida en la prueba.

## Itinerario
| Día   | Tramo | Nombre              | Distancia | Hora  | Ganador       | Tiempo  | Líder      |
| ----- | ----- | ------------------- | --------- | ----- | ------------- | ------- | ---------- |
| Día 1 | TC1   | Circuito del Jarama | 19,39 km  | 10:00 | Pepe López    | 11:47.7 | Pepe López |
| Día 1 | TC2   | Circuito del Jarama | 19,49 km  | 12:00 | Efrén Llarena | 11:53.7 | Pepe López |
| Día 1 | TC3   | Circuito del Jarama | 18,95 km  | 14:15 | Efrén Llarena | 11:37.5 | Pepe López |
| Día 1 | TC4   | Circuito del Jarama | 19,05 km  | 16:15 | Iván Ares     | 11:43.3 | Pepe López |

## Clasificación final
| Pos. | Piloto              | Copiloto                | Automóvil              | Tiempo  | Diferencia |
| ---- | ------------------- | ----------------------- | ---------------------- | ------- | ---------- |
| 1.   | Pepe López          | Borja Rozada            | Citroën C3 R5          | 47:10.9 | 0.0        |
| 2.   | José Antonio Suárez | Chema Rodríguez Llaneza | Škoda Fabia Rally2 evo | 47:22.6 | +11.7      |
| 3.   | Iván Ares           | David Vázquez           | Hyundai i20 R5         | 47:26.7 | +15.8      |
| 4.   | Efrén Llarena       | Sara Fernández          | Citroën C3 R5          | 47:27.1 | +16.2      |
| 5.   | Surhayen Pernía     | Eduardo González        | Hyundai i20 R5         | 47:48.1 | +37.2      |
| 6.   | Alberto Monarri     | Alberto Chamorro        | Ford Fiesta N5         | 49:05.1 | +1:54.2    |
| 7.   | Óscar Sarabia       | Juan Antonio Dertiano   | Suzuki Swift Sport R+  | 49:48.7 | +2:37.8    |
| 8.   | Fernando Navarrete  | Miriam Vera             | Kia Rio N5             | 50:05.0 | +2:54.1    |
| 9.   | Joan Vinyes         | Jordi Mercader          | Suzuki Swift R4LLY S   | 50:11.3 | +3:00.4    |
| 10.  | Alejandro Cachón    | Jandrín                 | Peugeot 208 Rally4     | 50:12.4 | +3:01.5    |